# 디 오픈 챔피언십
디 오픈 챔피언십(영어: The Open Championship)은 골프의 세계 4대 메이저 대회의 하나이며, 영국의 골프 경기 단체 R&A (로열 앤 에이션트 골프 클럽) 주최로 매년 7월 중순에 개최되는 골프 대회를 말한다. 4대 메이저 대회 가운데 가장 역사, 권위있는 대회로 일반적으로 브리티시 오픈(British Open) 또는 디 오픈(The Open)이라고도 한다.